# Спят курганы тёмные
«Сплять кургани темні» — російськомовна лірична пісня. Написана 1939 року для кінострічки «Велике життя» поетом Борисом Ласкіним та композитором Микитою Богословським. Зміст пісні відповідає одній з сюжетних ліній фільму — вливання в трудовий колектив молодого хлопця. Однак у фільмі її співав, як не дивно, не герой, а шкідник Макар Ляготін, роль якого виконав артист Лаврентій Масоха. Мелодія пісні запозичена з української народної пісні «Сива Зозуленько» з колекції Філарета Колесси.
Незабаром після виходу фільму на екрани цю пісню виконав по радіо, а потім і записав на платівку (1940 року) Марк Бернес (він також грав у фільмі «Велике життя» роль гірничого інженера Пєтухова). Згодом пісню виконували народний артист СРСР Юрій Богатіков та гурт Любэ. В 2019 донецький рок-гурт «Sinoptik» видав англійську версію цієї пісні під назвою «Donbass».

## Уривок
Перший куплет пісні українською та в оригіналі.

Сплять кургани темні,

Сонцем обпалені,

І тумани білі

Ходять низкою…

Через гаї галасливі

І поля зелені

Вийшов у степ донецький

Хлопець молодий…

Оригінальний текст (рос.)
Спят курганы тёмные,

Солнцем опалённые,

И туманы белые

Ходят чередой…

Через рощи шумные

И поля зелёные

Вышел в степь донецкую

Парень молодой…

## Цікаві факти
- Після появи пісні «Сплять кургани темні» шахтарі подарували Микиті Богословському великий шматок антрациту, на якому були написані дарчий текст і уривок з пісні[1].
- Під час Німецько-радянської війни в окупованій Одесі пісня була заборонена наказом № 12 корпусного генерала Петре Думітреску від 3 червня 1942[2]. Також існувала антинімецька пісня на мотив «Сплять кургани темні»[3].
- Пісня деякий час була гімном міста Макіївка Донецької області. Використовується як гімн вболівальників ФК Шахтар[4].
- Орест Лютий створив пародію на цю пісню в циклі «ЛагіднаУкраїнізація» під назвою «Народна Шахтьорска»
- У російському пропагандистському фільмі «Донбас. Окраїна» звучить ця пісня під час титрів.